# آستین هالینز
آستین هالینز (انگلیسی: Austin Hollins؛ زادهٔ ۸ نوامبر ۱۹۹۱) بازیکن بسکتبال اهل ایالات متحده آمریکا است.